# Hans van Helden
Hans van Helden (27 aprile 1948) è un ex pattinatore di velocità su ghiaccio olandese.

## Palmarès

### Olimpiadi
- 3 medaglie:
  - 3 bronzi (Innsbruck 1976 nei 1500 metri; Innsbruck 1976 nei 5000 metri; Innsbruck 1976 nei 10000 metri)

### Mondiali - Completi
- 1 medaglia:
  - 1 bronzo (Heerenveen 1976)

### Europei
- 2 medaglie:
  - 1 argento (Grenoble 1973)
  - 1 bronzo (Eskilstuna 1974)